# Tillberg Peak
Tillberg Peak är en bergstopp i Antarktis. Den ligger i Västantarktis. Argentina, Chile och Storbritannien gör anspråk på området. Toppen på Tillberg Peak är 777 meter över havet, eller 57 meter över den omgivande terrängen. Bredden vid basen är 1,6 km.
Terrängen runt Tillberg Peak är varierad. Trakten är obefolkad. Det finns inga samhällen i närheten.